# When Broken Is Easily Fixed
When Broken Is Easily Fixed è il primo album della band canadese Silverstein, uscito nel 2003 con etichetta Victory Records. Ebbe un ottimo successo, tanto da vendere più di 200 000 copie in tutto il mondo.

## Background
La Victory Records ha lasciato pieno controllo alla band per pressoché tutti gli aspetti dell'album, dalla musica ai testi alla scelta dell'artwork e del personale da utilizzare per la produzione e la registrazione. La band ha successivamente inviato le dieci canzoni alla casa discografica, che ne è rimasta molto ben impressionata.
A distanza di alcuni anni, il cantante Shane Told ha così commentato le sue sensazioni su quest'album: "Non ci riesco proprio, ad ascoltarlo. Il sound mi suona davvero troppo strano. [...] Le parti cantate mi piacerebbe tornare indietro e registrarle da capo. Considerandolo a posteriori non mi sembra un buon lavoro, ma allo stesso tempo mi fa sorridere perché mi ricordo delle varie fasi di registrazione, mi ricordo di chi ero e mi ricordo di quanto poco ne sapessi. [...] A livello dei testi, [...] non avrei mai immaginato che così tanta gente avrebbe sentito le canzoni che scrivevo nella mia stanza."

## Canzoni

### Red Light Pledge
La canzone parla della prima ragazza avuta dal cantante Shane Told e della prima volta che sono usciti assieme.

### Giving Up
Il video per la canzone è stato il primo realizzato dalla band. Il risultato finale, tuttavia, non è stato all'altezza delle aspettative del gruppo, perché a loro giudizio la qualità delle immagini è scarsa e i colori sono un po' troppo scuri.

### November
Shane ha affermato che il testo parla di una ragazza che l'ha fatto soffrire, e ciò era avvenuto nel mese di novembre. La canzone è stata indicata, qualche tempo dopo l'uscita dell'album, dal batterista Paul Koehler come "un ottimo esempio per rendersi conto immediatamente di quello che suonano i Silverstein".

### Bleeds No More
La citazione nella canzone è tratta da Fight Club, uno dei film preferiti dalla band. A pronunciarla è la ragazza di allora di Shane, per questioni di copyright. Durante i primi show della band, quando Shane stava ancora imparando ad urlare appropriatamente, la canzone veniva sempre eseguita per ultima, perché altrimenti sarebbe rimasto senza voce per le canzoni seguenti.

### When Broken Is Easily Fixed
È la canzone conclusiva dell'album e vede la partecipazione di Kyle Bishop, ex frontman dei Grade.

## Tracce
Testi di Shane Told; tra parentesi gli autori delle musiche.
1. Smashed into Pieces – 3:44 (musica: Told)
2. Red Light Pledge – 3:51 (musica: Told)
3. Giving Up – 4:12 (musica: Told)
4. November – 4:15 (musica: Boshart, Bradford, Told)
5. Last Days of Summer – 4:30 (musica: Boshart, Told)
6. Bleeds No More – 3:16 (musica: Told)
7. Hear Me Out – 3:50 (musica: Boshart, Bradford, Told)
8. The Weak and the Wounded – 3:15 (musica: Boshart, Told)
9. Wish I Could Forget You – 3:26 (musica: Bradford, Koehler, McWalter)
10. When Broken Is Easily Fixed (feat. Kyle Bishop) – 4:20 (musica: Boshart, Bradford, Told)

Tracce bonus
1. Friends in Fall River – 3:18
2. Forever and a Day – 4:28

## Formazione
- Shane Told - voce, scream
- Neil Boshart - chitarra
- Josh Bradford - chitarra
- Bill Hamilton - basso
- Paul Koehler - batteria

## Artwork
Il batterista Paul Koehler ha parlato così della copertina dell'album, realizzata da Martin Wittfooth: "penso si possa vedere il robot che si strappa il cuore come metafora della nostra vita, a volte somigliante ad un ottovolante, proprio come la nostra musica."